# Škoda Favorit (1936)
O Škoda Favorit é um automóvel que foi produzido na Tchecoslováquia pela Škoda de 1936 a 1941. O Favorit Type 904 original tem um motor de válvulas laterais de 1.802 cc e foi produzido de 1936 a 1939. Ele foi sucedido pelo Favorit 2000 OHV, que tem um motor de válvulas no cabeça de 2.091 cc e foi produzido de 1938 a 1941.
Nenhum dos tipos vendeu bem, então a Škoda os descontinuou para se concentrar em outros produtos.
A empresa reviveu o nome do modelo em 1987 para seu Favorit bem-sucedido do segmento B.

## Conceito
Na década de 1930, a Škoda introduziu uma nova linha de carros produzidos em um chassi de túnel central. Primeiro veio o compacto Popular em 1934, seguido pelo grande e luxuoso Superb. O Rapid de médio porte foi adicionado em 1935. O Favorit foi o último a ser lançado, entrando em produção em 1936. É um modelo de médio porte, maior e mais potente que o Rapid, mas menor e mais econômico que o Superb.

## Type 904
O Favorit Type 904 tem um motor de válvulas laterais de quatro cilindros de 1.802 cc que produz 38 cavalos de potência e lhe dá uma velocidade máxima de 95 km/h. A uma velocidade constante de 60 quilômetros por hora, seu consumo de combustível é de 6 ou 7 km/L. A escolha de carrocerias oferecidas incluía um sedã de duas portas e um sedã de quatro portas "seis luzes". Havia também uma versão ambulância. As vendas foram decepcionantes. A Škoda persistiu com o 904 por três anos, mas quando cessou a produção em 1939, apenas 173 exemplares haviam sido produzidos.

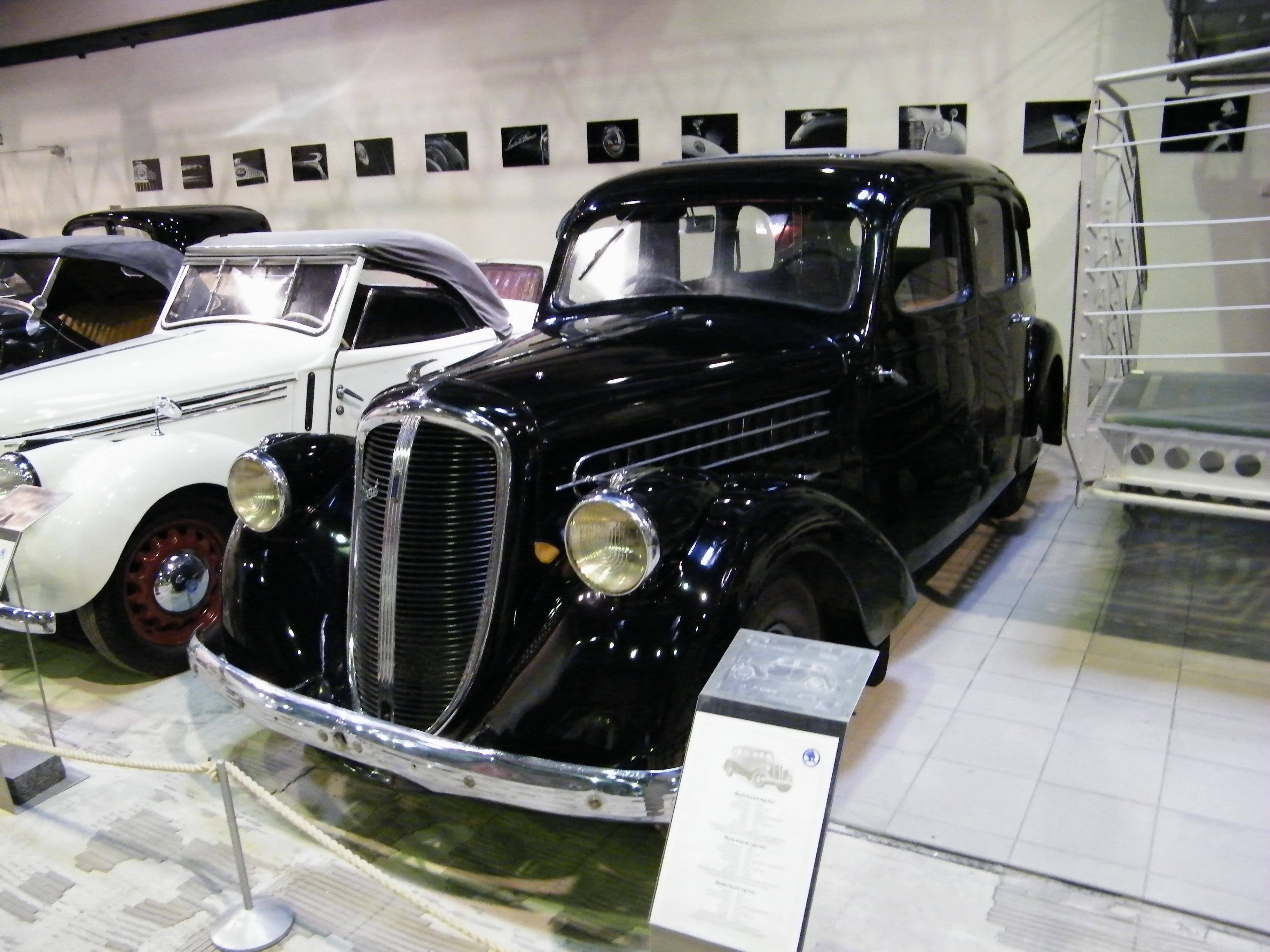
Škoda Favorit no museu da Škoda em Mladá Boleslav

## Type 923
A Škoda revisou o motor e em 1938 lançou o Tipo 923, que foi comercializado como Favorit 2000 OHV. A Škoda havia ampliado o motor para 2.091 cc e dado a ele válvulas no cabeçote, o que aumentou a potência para 40,5 cavalos e sua velocidade máxima para 110 km/h. O aumento do desempenho não aumentou as vendas; a Škoda havia produzido apenas 54 do tipo 2000 OHV quando encerrou a produção em 1941.
A partir de 1939, a Škoda usava este motor de 2,1 litros em um novo caminhão de 1,5 tonelada, o Škoda 150. Após a Segunda Guerra Mundial, o caminhão continuou em produção, primeiro como Aero 150 e depois como Praga A150, até 1951.